# تپه مدینه
تپه مدینه مربوط به دوره اشکانیان - دوره ساسانیان است و در شهرستان میانه، بخش کندوان، دهستان تیرچای، ۱ کیلومتری شرق روستای کزرج واقع شده و این اثر در تاریخ ۲۷ اسفند ۱۳۸۶ با شمارهٔ ثبت ۲۲۵۸۲ به‌عنوان یکی از آثار ملی ایران به ثبت رسیده است.